# Kawaki Uzumaki
Kawaki Uzumaki (うずまきカワキ?) es un personaje ficticio del manga Boruto: Naruto Next Generations de Ukyo Kodachi y Mikio Ikemoto. Apareciendo inicialmente en el flashforward en el debut de la serie, Kawaki es un joven que aparentemente se convertiría en el némesis del personaje principal de la serie, Boruto Uzumaki. Kawaki aparece tiempo después como un miembro rebelde de la organización Kara, quien desea escapar y que su marca maldita «Karma» (楔 Kāma?) sea removida de su cuerpo. En su escape se encuentra con el equipo ninja de Boruto que lo lleva a la Aldea Oculta de la Hoja para protegerlo de Kara. Por lo que, Naruto, toma al adolescente bajo su protección, buscando protegerlo de los enemigos, lo que hace que se vincule con su familia a medida que pasa el tiempo, en particular comenzando a ver a Naruto como una figura paterna y a Boruto como una figura de hermano.
Kawaki fue creado por Kodachi e Ikemoto como un gran rival de Boruto. El autor de Naruto, Masashi Kishimoto, le sugirió a Kodachi e Ikemoto la idea de presentarles a él y a Boruto a través de un flashforward para causar un mayor impacto que la película anterior Boruto: Naruto the Movie (2015).
La primera aparición de Kawaki en el manga y anime de Boruto causó una gran preocupación dentro de la franquicia debido a sus posibles acciones violentas contra Naruto Uzumaki. Sin embargo, su debut en la presente narrativa fue objeto de elogios por sus constantes interacciones con el personaje principal, que pasó de ser un adolescente de corazón frío a una persona más cariñosa, sobre todo bajo la influencia de Naruto.

## Creación y desarrollo
En las primeras páginas del primer capítulo Boruto: Naruto Next Generations, un encuentro entre un adolescente Boruto Uzumaki contra otro llamado Kawaki se mostró brevemente como un flashforward. El propósito de esto, era atraer a más fanáticos para que pudieran esperar la batalla entre ambos, ya que se muestra a Konoha en destrucción. Cuando el escritor Ukyo Kodachi le mostró al artista Mikio Ikemoto el guion de esta escena, Ikemoto quedó muy sorprendido por esta escena. En cambio, la batalla contra Kawaki se mostró en el primer capítulo en lugar de la de Sasuke Uchiha contra Kinshiki Ōtsutsuki de la película Boruto: Naruto the Movie (2015) para generar un impacto diferente entre los fanáticos a pesar de compartir la misma historia. Sus diseños de adolescentes se ilustraron por primera vez en poco tiempo. Como resultado de esto, Ikemoto declaró que una vez que Boruto llegara a este momento, los diseños de los protagonistas mayores podrían cambiar.
Ikemoto describió la relación del personaje con Boruto como antagónica para contrastar el flashforward en el que se da a entender que Boruto y Kawaki han sido aliados durante demasiado tiempo, lo que genera un potencial de misterio entre los lectores. De manera similar, la apariencia de Kawaki difiere mucho de la de Boruto de una manera similar, al igual que Naruto y Sasuke se contrastaron en el manga original de Naruto.
Aunque Boruto es el protagonista de la serie Next Generations, Ikemoto declaró a principios de 2019 que la relación entre Boruto y Kawaki será el punto más importante de la historia ya que el manga tiene como objetivo llegar a la escena flashforward del primer capítulo donde ambos personajes comienzan a pelear. Mientras que Boruto se muestra como un personaje alegre cuando interactúa con otros miembros del elenco, Ikemoto dibujó tanto a él como a Kawaki como más serios, lo que resultó en diferentes rasgos faciales.
En diciembre de 2020, se anunció que Yūma Uchida interpretaría a Kawaki en la adaptación al anime de Boruto. Tras el anuncio, Kodachi expresó su alegría al ver a Kawaki animado en el anime y, por lo tanto, esperaba el apoyo de los fanáticos.

## Recepción
Allega Frank de Polygon mencionó que durante el comienzo tanto del manga como del anime, el debut de Kawaki en el flashforward causó que varios fanáticos se preocuparan por sus posibles acciones futuras contra el protagonista anterior, Naruto Uzumaki, ya que Kawaki afirma que ya lo mató. A pesar de estar molesto por múltiples problemas en el estreno del manga, Chris Beveridge de The Fandom Post disfrutó del flashfoward entre Kawaki y Boruto, ya que mostró el potencial que tenía la serie.
Varios críticos también comentaron sobre la introducción de Kawaki en la serie. Alegando que ha sido elogiado por el impacto en la historia y los paralelismos rivales que tiene con Boruto de la misma manera que tenía el manga original entre Naruto y Sasuke. Chris Beverdige encontró que la rivalidad de Kawaki con Boruto era demasiado similar a sus predecesores, pero al mismo tiempo también tenían potencial para una relación más amigable y, por lo tanto, esperaban su desarrollo futuro. Beveridge elogió las habilidades de Karma de Kawaki por lo idénticas que eran a las de Boruto, ya que el Karma aparecía en ambos al mismo tiempo. Leroy Douresseaux esperaba que Kawaki tuviera un gran impacto en la vida de Boruto en lo que respecta a su forma de luchar. Manga News descubrió que, si bien la presentación de Kawaki podría parecer forzada, su relación también podría ser paralela a la de Naruto y Sasuke, pero sería difícil alcanzar ese nivel. IGN elogió la primera pelea que Kawaki tiene en el anime contra Garo basada en el intercambio de técnicas.